# RS-68
Aerojet Rocketdyne RS-68 (prej Rocketdyne in kasneje Pratt & Whitney Rocketdyne) je raketni motor na tekoče gorivo, ki uporablja za gorivo tekoči vodik (LH2) in za oksidator tekoči kisik (LOX). Obe komponentni sta ohlajeni na kriogenične temperature. Motor ima izvedbo plinski generator ("gas generator"). Je eden izmed največjih raketnih motorjev na vodik, če ne upoštevamo predlaganega M-1.
Ravzoj se je začel v 1990ih z namenom zgraditi enostavni in cenejši motor kot je SSME. RS-68 ima 80% manj delov kot SSME in je cenejši za izdelavo. 
Zgradili so dve verziji: originalni RS-68 in izboljšani RS-68B, predlagali so verzijo RS-68B za pogon rakete Ares V, ki so jo potem preklicali. 

## Različice
- RS-68 je bil prva proizvodna verzija s 663.000 lbf (2.950 kN) potiska na nivoju morja[4]Specifični impulz v vakuumu je 410 s (4,0 km/s). Teža motorja je 6600 kg, razmerje potisk/teža je 51,2. Tlak v komori je 102,6 bara.

- RS-68A je izboljšana verzija 705.000 lbf (3.140 kN) s potiska na nivoju morja in 800.000 lbf (3.560 kN) v vakuumu [5] Spefični impulz v vakumu je bil 414 s. Teža motorja 6740 kg.  Prvi let na raketi Delta IV Heavy je bil izveden 29. junija 2012.
- RS-68B je predlaga verzija za uporabo na raketi Ares V, ki bi uporabljal pet moterjev RS-68B[6]